# The New Tango
Az 1988-as The New Tango Astor Piazzolla és Gary Burton koncertlemeze. Szerepel az 1001 lemez, amit hallanod kell, mielőtt meghalsz című könyvben.

## Az album dalai
|    | Cím                               | Szerző(k)       | Hossz |
| -- | --------------------------------- | --------------- | ----- |
| 1. | Milonga Is Coming                 | Astor Piazzolla | 12:06 |
| 2. | Vibraphonissimo                   | Piazzolla       | 6:25  |
| 3. | Little Italy 1930                 | Piazzolla       | 8:48  |
| 4. | Nuevo Tango                       | Piazzolla       | 5:39  |
| 5. | Laura's Dream                     | Piazzolla       | 11:56 |
| 6. | Operation Tango                   | Piazzolla       | 9:55  |
| 7. | La Muerta del Angel (csak a CD-n) | Piazzolla       | 4:02  |

## Közreműködők
- Astor Piazzolla – bandoneón, zongora
- Gary Burton – vibrafon, keverés
- Horacio Malvicino – gitár
- Horacio Malvincino – gitár
- Hector Console – basszusgitár
- Pablo Ziegler – zongora
- Fernando Suárez Paz – hegedű
- Nesuhi Ertegün – producer
- David Richards – hangmérnök
- Don Puluse – keverés
- Fernando Gonzalez – jegyzetek
- Georges Braunschweig – fényképek